# Улица Дарвина (Калуга)
Улица Дарвина — улица в исторической части Калуги, проходит от Воскресенской улицы до улицы Марата. Протяжённость улицы около 600 м.

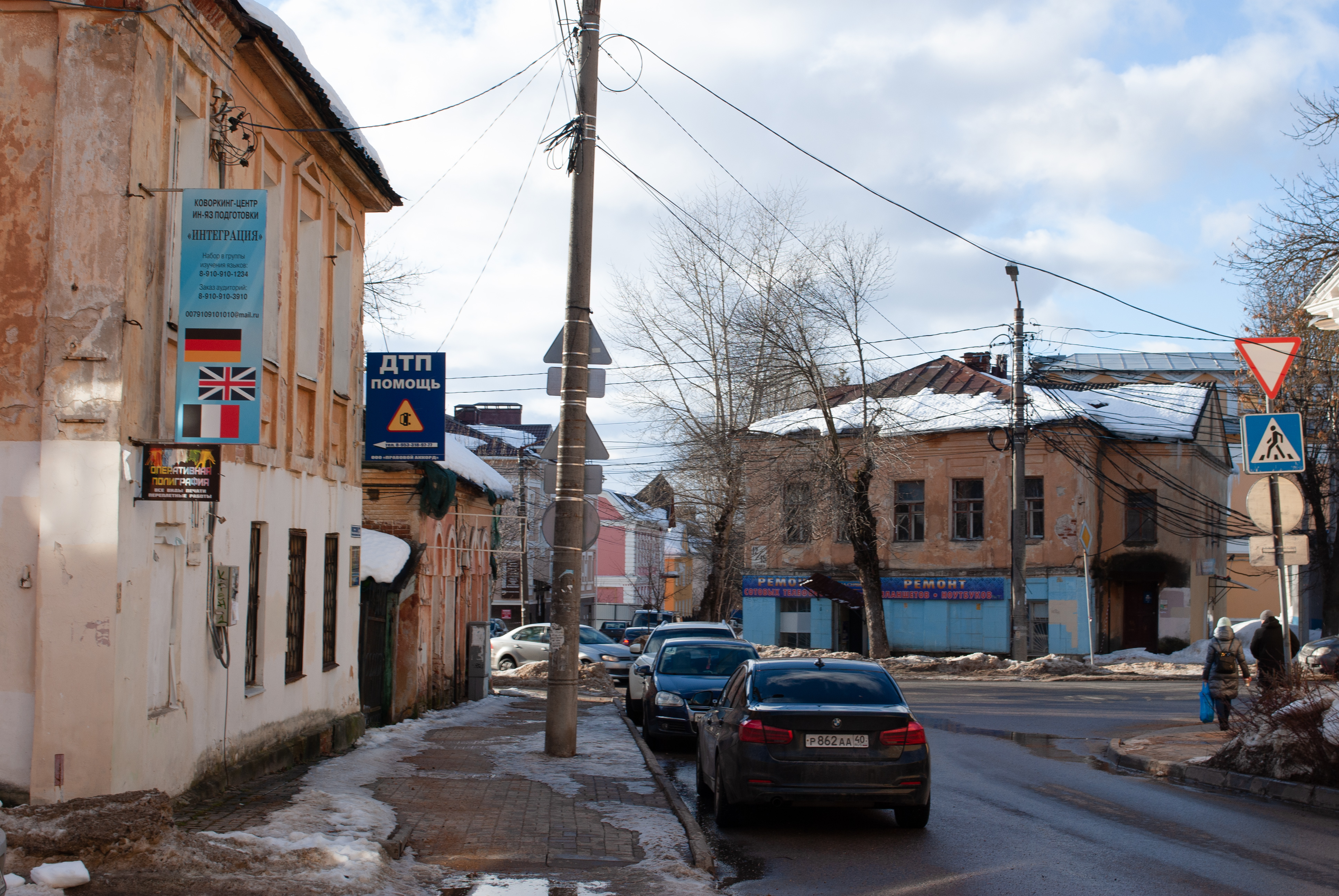
Пересечение с Театральной улицей

## История
Была запланирована на градостроительном плане Калуги 1778 года.
Современная улица включила в себя прежние Покровскую и Архангельскую (Михайло-Архангельскую) улицы. Покровская получила своё имя по Церкви Покрова Пресвятой Богородицы «на рву», известной с 1626 года как «Церковь Всемилостивейшаго Спаса да Покрова Святей Богородицы». Церковь Михаила Архангела, определившая название второй части улицы, была снесена в 1935 году.
С установлением советской власти улица стала Проспектом Прудона. В 1943 году носила название Ленинский переулок.
Современное название в честь британского учёного-натуралиста Ч. Дарвина (1809—1882).

## Достопримечательности
д. 6 — Дом присяжного поверенного С. Е. Лиона
д. 7 — Жилой дом
д. 9 — Усадьба Теренина
д. 10 — Дом Квасникова
д. 11 — Жилой дом
д. 12 — Дом Билибиных-Архангельских (Дом Архангельского)
д. 13 — Церковь Гурия Казанского
д. 14 — Жилой дом
д. 15 — Жилой дом
д. 17 — Жилой дом

## Улица в кинематографе
На улице был снят ряд эпизодов фильма «Слёзы капали»

## Галерея

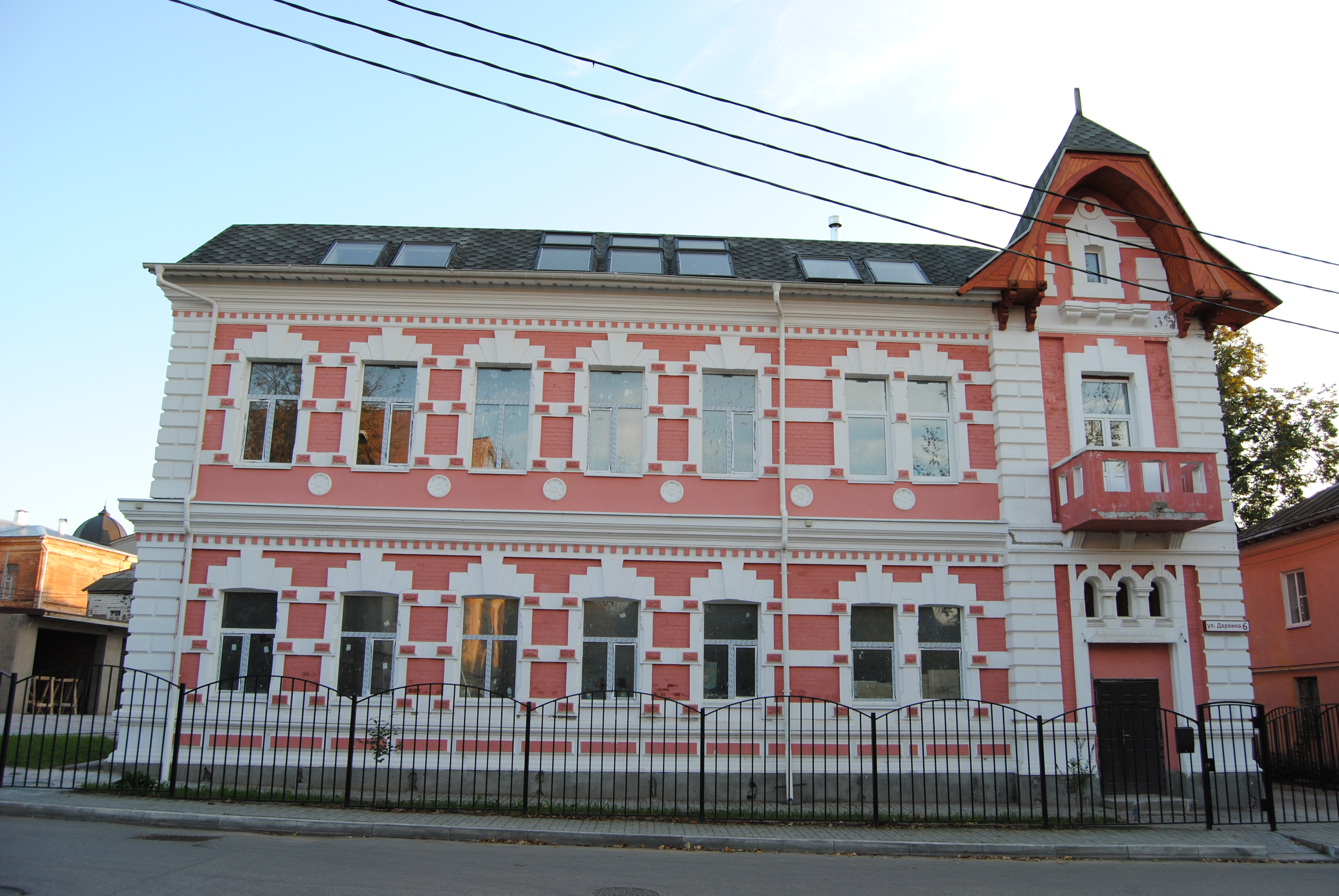
Дом присяжного поверенного С. Е. Лиона
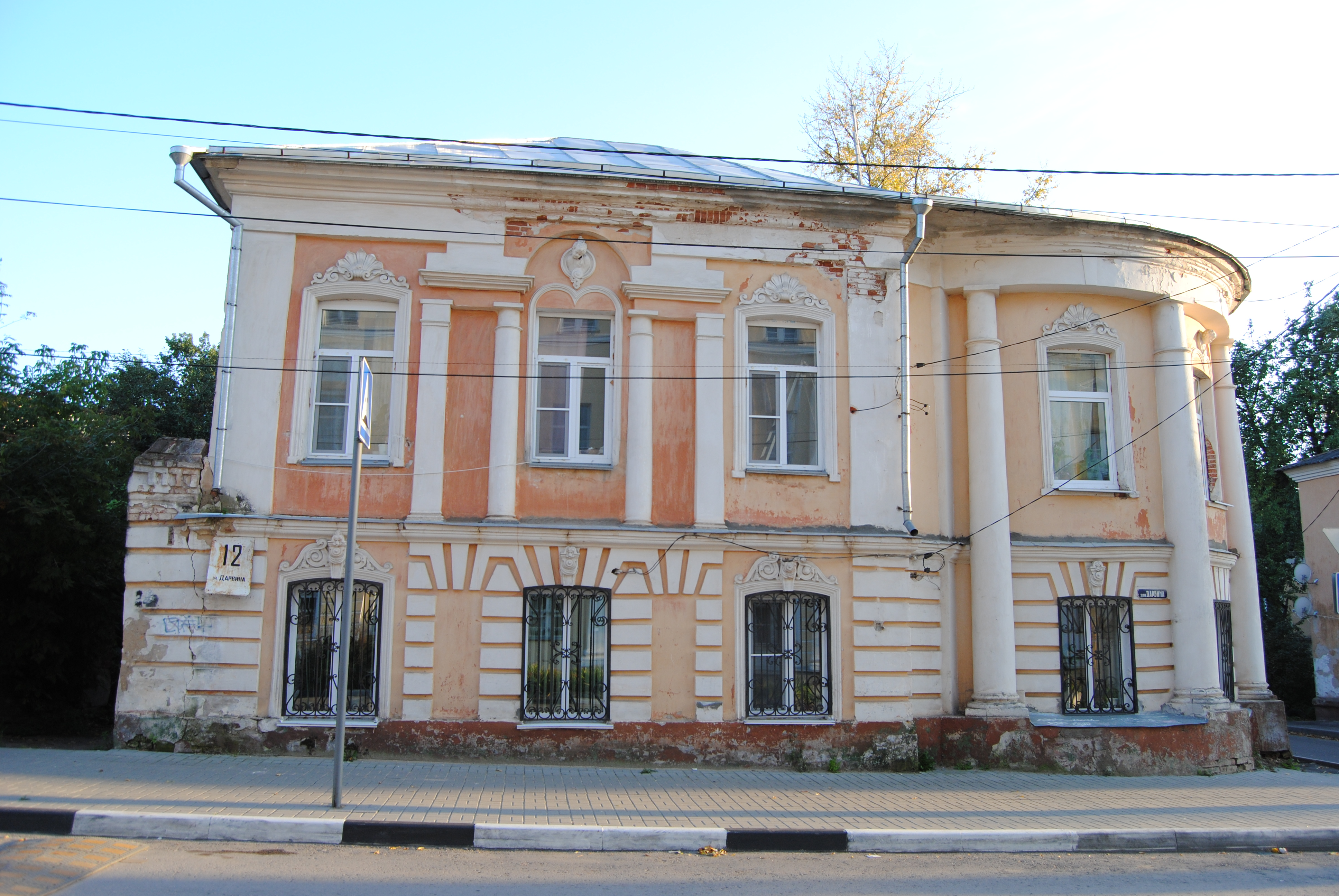
Дом Билибиных-Архангельских (Дом Архангельского)
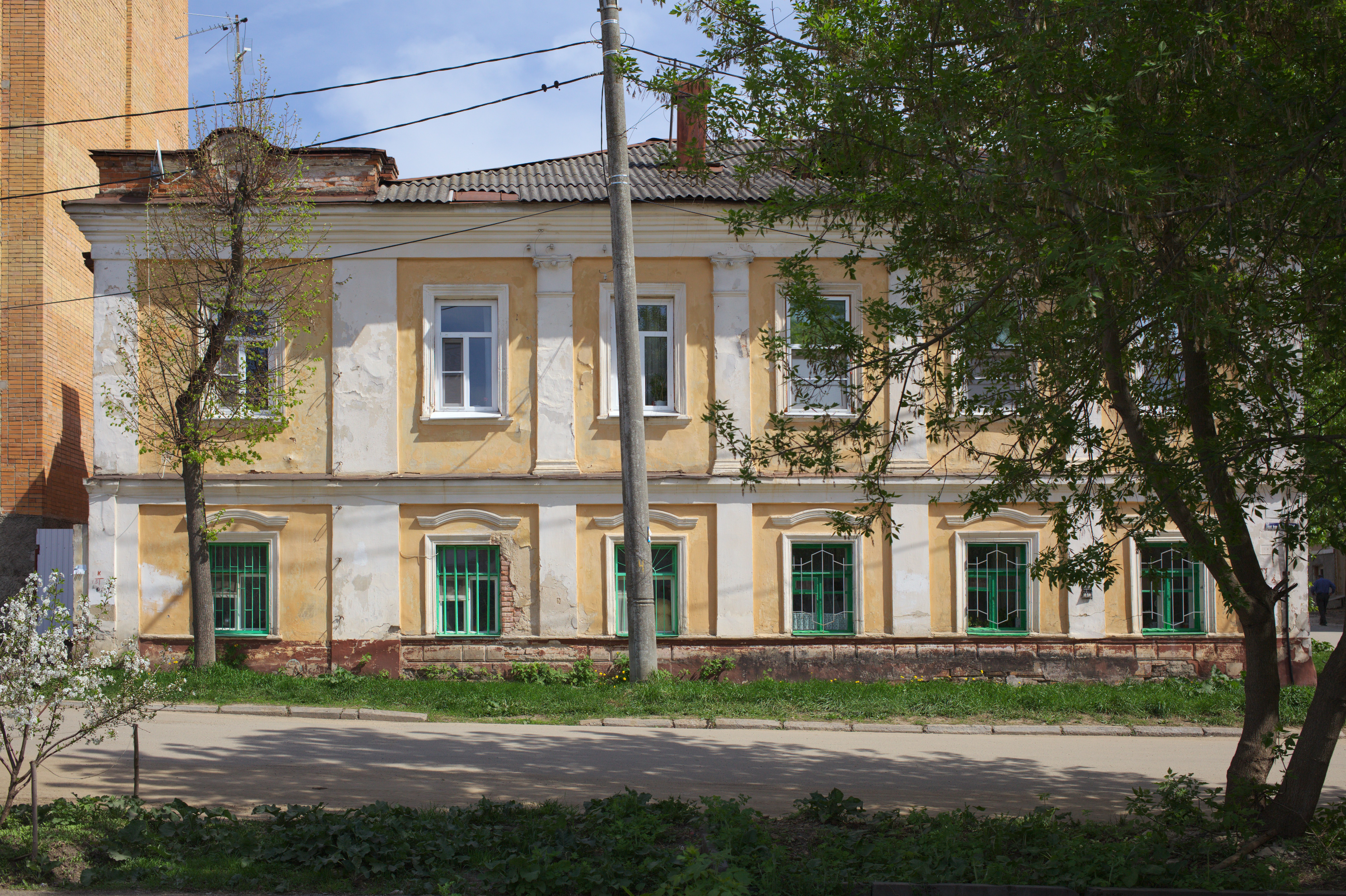
Усадьба Теренина
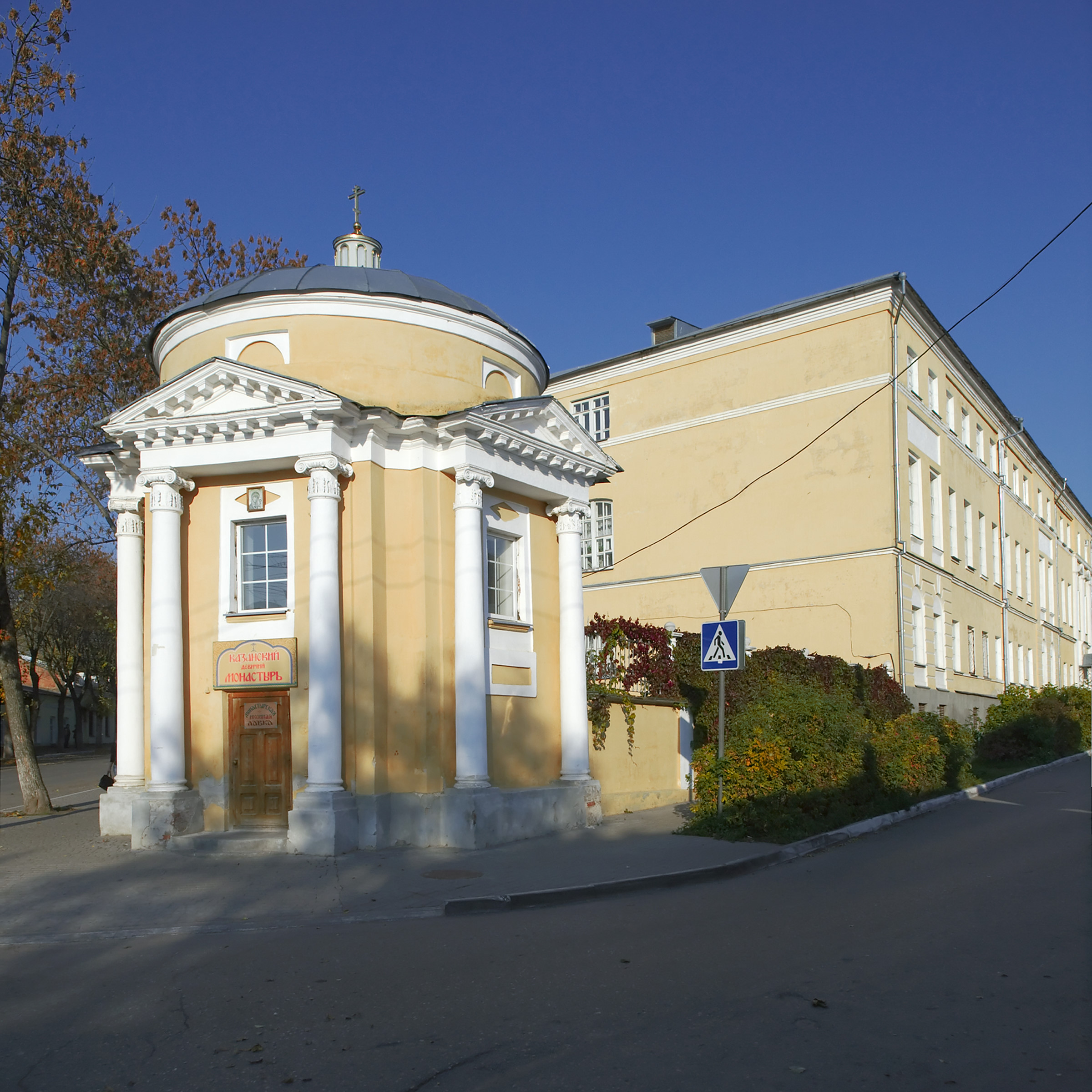
Казанская часовня